# Abraham van Clermont
Abraham van Clermont (? - ca. 485) was een Frans christelijk heilige en stichter van het Sint-Cirguesklooster in Clermont.
Abraham van Clermont werd geboren in Syrië, in een dorp langs de Eufraat. Hij verliet later zijn thuisland en trok naar Egypte, waar hij een aantal kluizenaars wilde bezoeken. Tijdens zijn tocht naar Egypte werd hij gevangengenomen en opgesloten. Hij ontsnapte evenwel na vijf jaar en vluchtte naar Gallië, waar hij in Clermont een nieuwe kloostergemeenschap stichtte, nabij de basiliek van Sint-Cyricus.
Zijn feestdag valt op 15 juni. Hij is ook de patroonheilige, die wordt opgeroepen tegen de koorts.